# 周旌
周旌，東漢末沛国人。黃巾之亂時，與冀州刺史王芬、南陽許攸参与試圖废灵帝改立合肥侯的事情，並試圖勸說曹操一起參加，但曹操拒絕，最後該事未能成功。

## 資料來源
- 陳壽《三國志·魏書·武帝記第一》